# Drobočnik
Drobočnik – wieś w Słowenii, w gminie Tolmin. W 2018 roku liczyła 30 mieszkańców.